# Maria da Cunha

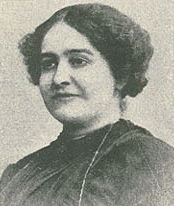
Maria da Cunha, 1917

Maria da Cunha Zorro (* 19. Oktober 1872 in São Vicente de Fora, Lissabon; † 10. Januar 1917 in São Paulo) war eine portugiesische Journalistin und Dichterin, die teilweise in Brasilien lebte.

## Leben
Maria da Cunha Zorro wurde als Tochter von Francisco da Motta Zorro, gebürtig aus Moura und spanischer Abstammung, und seiner Frau Maria Marcelina Rodrigues da Cunha, gebürtig aus Pernambuco, geboren.
Sie besuchte die Schule des Convento das Salésias, wo sie sofort Talent und Einsatz unter Beweis stellte. Sie heiratete in jungen Jahren, am 15. Juni 1895, in der Kirche Santa Catarina in Lissabon den Verwaltungsbeamten Nicolau António Saldanha da Motta, von dem sie sich am 30. Oktober 1913 scheiden ließ und mit sie keine Kinder hinterließ.
Cunha galt als hochgebildet, insbesondere angesichts des niedrigen oder fehlenden Bildungsniveaus der überwältigenden Mehrheit der portugiesischen Frauen zu Beginn des 20. Jahrhunderts, und veröffentlichte 1909 ihren ersten Gedichtband Trindades. Ihrem Onkel, dem Philologen Cândido de Figueiredo, ist es zu verdanken, dass das Werk auch von Júlio Dantas und António de Macedo Papança beachtet und gelobt wurde. Aufgrund des Erfolgs wurde 1911 eine zweite Auflage veröffentlicht. Sie war ergänzt um bisher unveröffentlichte Dichtungen und mit einem Kommentar des brasilianischen Publizisten Sílvio de Almeida, der schrieb: „Maria da Cunhas fruchtbare Phantasie versteht es, aus alten Bildern neue Wirkungen herauszuholen; und ihre Verse, obwohl sie modernen Trends gehorchen, haben immer einen einzigartigen oder unverwechselbaren Charakter.“ Das bei Livraria Guimarães & C.ª erschienene Werk wurde auch von Eduardo Schwalbach Lucci, Albino Forjaz de Sampaio, Carlos Malheiro Dias und José Veríssimo gelobt.
Ihre Entscheidung im Jahr 1912, nach Brasilien zu gehen, war das Ergebnis vieler Umstände. Es ist jedoch anzunehmen, dass das homophobe Umfeld in Portugal beigetragen hat. Cunha begleitete die Reise der Journalistin Virgínia Quaresma, mit der sie eine Liebesbeziehung verband. Im Jahr reisten die beiden nach Rio de Janeiro, das Cunha in einem Sonett aus jenem Jahr die „Stadt der Blumen“ nannte. Beide Frauen wurden Mitarbeiterinnen der Zeitung A Época in Rio de Janeiro und arbeiten dort einige Jahre lang. Maria da Cunha war Übersetzerin mehrerer französischer und spanischer Bücher, manchmal unter dem Pseudonym „Marieta Trindade“. Sie hielt Vorträge, unter anderem in São Paulo, Ribeirão Preto oder Campinas, zu Themen wie „Das Lied in der Musik und Literatur Europas“, „Wie die alten Völker Europas im Schatten ihrer Geschichte singen“ oder „Das künstlerische Italien“. Sie schrieb ein kurzes Theaterstück für die Schauspielerin Margarida Adelina Abranches, die sich damals in São Paulo aufhielt.
Sie starb unerwartet im Alter von 44 Jahren in São Paulo und ist auf dem Cemitério da Consolação in einem von ihrer Freundin Ana de Villalobos Galheto errichteten Grabmal begraben.

## Werke
- Trindades (1909)
- O Livro da Noite (1915)